# Sittin' Up in My Room
Sittin' Up in My Room è un brano musicale R&B scritto e prodotto dal musicista statunitense Babyface e interpretato dalla cantante Brandy, per la colonna sonora del film diretto da Forest Whitaker, Donne - Waiting to Exhale. Nel dicembre del 1995 la canzone è stata pubblicata come uno dei singoli portanti della promozione della colonna sonora del film, ed è stato un enorme successo: il singolo si è aggiudicato il disco di platino ed ha raggiunto la posizione numero 2 nella Billboard Hot 100, dove Brandy non era mai arrivata fino a quel momento. Inoltre la canzone è stata nominata ai Grammy Awards del 1997 come Best R&B Female Vocal Performance e Best R&B Song.

## Video
Il videoclip del singolo è stato diretto da Hype Williams, con cui la cantante aveva già lavorato parecchio per i video tratti dal suo primo album. Il video si apre mostrando Brandy sdraiata sul letto nella sua stanza mentre canticchia Exhale (Shoop Shoop) di Whitney Houston (altro singolo di successo tratto dall'album). All'improvviso irrompe nella stanza una sua amica, dicendole che di sotto in salotto la festa è già iniziata, che ci sono tanti ragazzi tra cui anche Donald (il ragazzo che piace a Brandy, interpretato nel video da Donald Faison); Brandy chiede all'amica almeno 10 minuti prima di scendere, e l'audio della canzone parte subito dopo con un'inquadratura che si allontana dalle enormi casse del lettore cd usato nella festa al piano di sotto. La stanza di Brandy è arredata in stile cartoon, e presenta colori forti e saturi, tipici dei video del regista Williams. Mentre la cantante canta il pezzo, si prepara per scendere di sotto: si trucca e prova vari abiti tra cui: un tailleur bianco con lunghi stivali argentati, un cappotto leopardato con sotto un vestito corto nero che termina in una striscia di pelliccia simile al cappotto, una camicia argento con pantaloni bianchi e treccine raccolte in una retina. Alla fine opta per un completo nero composto da una maglia di pelle sbracciata, pantaloni lunghi e stivali lucidi; si decide a scendere e a buttarsi nel party dove, con un cappotto lucido bianco a fasce nere, esegue una coreografia spalleggiata da due ballerini. Infine riesce a ballare con il ragazzo che le piace. Il video si conclude con Brandy di spalle, vestita in modo diverso (giacchetta e minigonna) che esce dalla sua stanza e rivolge un ultimo sguardo in camera. L'ultimo fotogramma mostra la cantante sdraiata sul letto con l'abbigliamento casual della scena iniziale, lasciando intendere che tutto quello che è stato visto era frutto della sua immaginazione.

## Riconoscimenti
Il brano ha ricevuto due nomination ai Grammy del 1997, nelle categorie Best R&B Song e Best R&B Female Vocal Performance, nello stesso anno in cui l'artista prese una nomination nella categoria Best Pop Vocal Performance By A Duo Or Group con Missing You, singolo tratto da un'altra colonna sonora, quella di Set It Off - Farsi notare. Il singolo è stato anche nominato agli MTV Movie Awards come Miglior Canzone tratta da un film. L'anno precedente il singolo aveva vinto il premio BMI Pop Award.

## Ricezione
Sittin' Up in My Room è entrato nella Hot 100 il 30 dicembre 1995 al numero 46, e il 27 gennaio 1996 è entrato in top20 alla posizione 20. Successivamente il singolo ha raggiunto la seconda posizione, dove fino a quel momento l'artista non era mai riuscita ad arrivare: Baby era arrivato al numero 4 nel 1994 ed era l'unico singolo della cantante ad essere entrato in top5. Sittin' Up In My Room è arrivato al numero 2 proprio come Not Gon' Cry di Mary J. Blige, altro singolo tratto dalla colonna sonora, ed entrambi i singoli hanno ottenuto il disco di platino con più di un milione di copie vendute. Come posizione raggiunta, il singolo è dietro solo a The Boy Is Mine e Have You Ever? (entrambi numeri 1 qualche anno più tardi). La canzone ha speso ben 33 settimane nella Hot 100, ed ha raggiunto la seconda posizione anche nella classifica R&B. Nella ARC Weekly Top 40 invece, è arrivato al numero 1. Nel Regno Unito è il secondo singolo della cantante ad essere entrato in classifica, ma ha raggiunto solo il numero 30. In Nuova Zelanda al contrario è stato un ennesimo successo per l'artista, e il terzo singolo ad entrare in top10: entrato in classifica al numero 28 il 18 febbraio 1996, ha raggiunto la posizione numero 6 durante la sua sesta settimana di presenza in classifica, e ha passato 12 settimane nella top50.

## Classifiche
| Classifica (1996)                                 | Posizione |
| ------------------------------------------------- | --------- |
| Nuova Zelanda                                     | 6         |
| Svezia                                            | 60        |
| Regno Unito                                       | 30        |
| U.S. ARC Weekly Top 40                            | 1         |
| U.S. Billboard Hot 100                            | 2         |
| U.S. Billboard Hot 100 Airplay                    | 8         |
| U.S. Billboard Hot Singles Sales                  | 2         |
| U.S. Billboard Hot R&B/Hip-Hop Songs              | 2         |
| U.S. Billboard Rhytmic Top 40                     | 1         |
| U.S. Billboard Adult Top 40                       | 38        |
| U.S. Billboard Hot Dance Music/Maxi Singles Sales | 2         |
| U.S. Billboard Top 40 Mainstream                  | 13        |

## Tracce
CD single (USA)
1. Sittin' Up in My Room (Doug Rasheed Remix) – 3:53
2. Sittin' Up in My Room (Album Version) – 4:52

CD maxi single (USA)
1. Sittin' Up in My Room (Doug Rasheed Remix)
2. Sittin' Up in My Room (Doug Rasheed Hip Hop Remix)
3. Sittin' Up in My Room (Doug Rasheed Instrumental)
4. Sittin' Up in My Room (Doug Rasheed Hip Hop Instrumental)
5. Sittin' Up in My Room (Album Version)

CD maxi single (USA, promo)
1. Sittin' Up in My Room (Doug Rasheed Remix)
2. Sittin' Up in My Room (Doug Rasheed Remix No Rap)
3. Sittin' Up in My Room (Doug Rasheed Hip Hop Remix)
4. Sittin' Up in My Room (Doug Rasheed Hip Hop Remix No Rap)

Mini CD (Japan)
1. Sittin' Up in My Room (Brandy)
2. My Love, Sweet Love (Patti LaBelle)